# چارن لاس-کولونگا
چارن لاس-کولونگا (به لهستانی:  Czarny Las-Kolonia) یک روستا در لهستان است که در گمینا یوزفوو واقع شده‌است. چارن لاس-کولونگا ۴۵ نفر جمعیت دارد.